# Переворот в Камбодже (1970)
Переворо́т в Камбо́дже 1970 года (кхмер. រដ្ឋប្រហារកម្ពុជាឆ្នាំ១៩៧០) — государственный переворот в Камбодже, состоявшийся 18 марта 1970 года, в результате которого на чрезвычайном съезде Национального собрания был низложен глава государства — принц Нородом Сианук. Фактически власть перешла к премьер-министру страны — генералу Лон Нолу, формальным главой государства стал председатель парламента Ченг Хенг. 
После переворота монархия была упразднена, а спустя год в стране была провозглашена республика.

## Предыстория

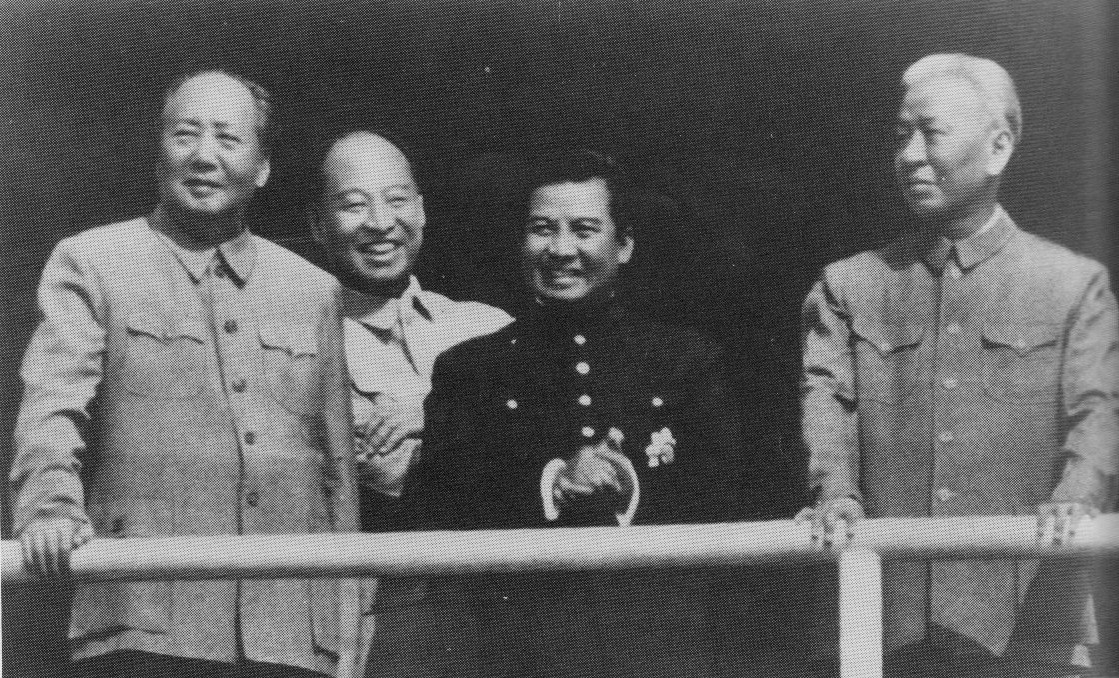
слева направо: Мао Цзэдун, Пэн Чжэнь, Нородом Сианук и Лю Шаоци. 1956 год

С момента обретения Камбоджей независимости от Франции в 1954 году, главой государства оставался принц Нородом Сианук. Его политическая партия — Сангкум, — после выборов 1955 года стала правящей партией в стране. 
В 1963 году Сианук заставил Национальное собрание принять поправки к конституции, снимавшие срок ограничения полномочий главы государства. С помощью политических интриг, запугивания конкурентов, а также лавирования между левыми и правыми Сиануку в течение многих лет удавалось сохранять свою власть в Камбодже.
С началом Второй индокитайской войны Сиануку становится все труднее балансировать между левыми и правыми силами. Контрабанда риса через пограничные районы стала наносить серьезный вред камбоджийской экономике. 
С 1967-1968 годов в стране развернулась гражданская война. 
Премьер-министром Камбоджи стал ближайший соратник Сианука, — генерал Лон Нол — политик правого толка, убежденный националист и антикоммунист. Однако отношение Лон Нола к Сиануку постепенно менялось, со стороны правых нарастало недовольство как экономической, так и внешней политикой короля. В частности, раздражение у Лон Нола и его соратников вызывало крайне лояльное отношение Сианука к партизанам Национального фронта освобождения Южного Вьетнама (Вьетконг), действовавшим в приграничных  районах. Более того, в 1963—1969 гг. Сианук вел переговоры с Ханоем о поставках риса по завышенным ценам; в обмен на это он открыл порт Сиануквиль для поставок оружия южновьетнамским партизанам.
Согласно рассекреченным документам, администрация президента США Никсона вплоть до марта 1970 года надеялась договориться с Сиануком.

## Хронология

Организаторы переворота (слева направо) — Сисоват Сирик Матак, Лон Нол, Ин Там

В марте 1970 года Нородом Сианук находился в поездке по странам Европы, а также посетил СССР и КНР. В это время в Пномпене вспыхнули антивьетнамские беспорядки, толпа разгромила посольство Северного Вьетнама и местное представительство временного правительства Республики Южный Вьетнам. Изначально Сианук даже поддержал протестующих — он надеялся, что Москва и Пекин смогут повлиять на Северный Вьетнам, чтобы тот уменьшил своё присутствие в Камбодже. Аналитик В. Шоукросс и другие считают, что беспорядки при поддержке Лон Нола организовал сам Сианук с целью оказать давление на Ханой.
Ситуацией воспользовались премьер-министр Лон Нол и принц Сисоват Сирик Матак. После погрома посольство Северного Вьетнама было закрыто, а при обыске якобы был обнаружен «тайный план» коммунистов по захвату Камбоджи. 
12 марта Сирик Матак денонсировал торговые соглашения с Ханоем, Лон Нол со своей стороны закрыл порт Сиануквиля для кораблей Северного Вьетнама. 
Партизанам Национального фронта освобождения Южного Вьетнама под угрозой начала боевых действий был выдвинут ультиматум — в течение 72 часов покинуть территорию Камбоджи. 
К утру 16 марта стало ясно, что это требование никак не выполняется, и в этот же день у здания Национального собрания прошел митинг против присутствия в стране вьетнамских войск, на который пришло около 30 тыс. человек, в основном молодёжь и студенты.
Дальше события стали развиваться стремительно: в этот же день секретарь государственной обороны и зять Нородома Сианука генерал Оум Маннорине был вызван на допрос в прокуратуру по обвинению в коррупции, но из-за начала волнений разбирательство отложили. По мнению Сианука, Маннорине знал о готовящемся перевороте и попытался арестовать заговорщиков, но не успел что либо предпринять. Его, как других лояльных Сиануку силовиков, арестовали. По просьбе Сианука, его мать — Сисоват Коссанак — вызвала Лон Нола и Сирик Матака в королевский дворец и попросила их остановить беспорядки. На тот момент Лон Нол и Сирик Матак расходились во мнениях — Лон Нол не желал начинать переворот и до последнего надеялся, что Сианук просто разорвёт отношения с Ханоем.
Тем не менее, Сирик Матак и трое офицеров камбоджийской армии под дулом пистолета заставили премьер-министра подписать все необходимые документы. На пресс-конференции в Париже Сиануку пригрозили смертной казнью в случае, если он вернётся на родину. 
18 марта военные стали занимать позиции вокруг столицы, а в парламенте по инициативе Ин Тама началось обсуждение предстоящей отставки Сианука. Несмотря на то, что некоторые депутаты выступили против, решение принято было принято почти единогласно — парламентарии сослались на 122-ю статью Конституции и лишили главу государства всех полномочий. Фактически всю власть в стране взял генерал Лон Нол, партию Сангкум теперь возглавлял Ин Там, а номинальным главой государства стал председатель Национального собрания — Ченг Хенг.

## Акции протеста
Находясь в КНР, Нородом Сианук 23 марта 1970 года сделал радиообращение, в котором призвал граждан Камбоджи начать восстание против нового режима. Массовые демонстрации с требованием вернуть Сианука прошли в провинциях Кампонгтям, Такео и Кампот. Наиболее ожесточенные столкновения прошли в Кампонгтяме, где 26 марта протестующие убили двух депутатов Национального собрания, приехавших к ним на переговоры. Во время беспорядков был убит и Лон Нил — родной брат генерала Лон Нола. Антиправительственные выступления подавлялись с особой жестокостью — были задействованы армейские части, а против безоружных демонстрантов применялись танки и тяжёлое вооружение. В результате несколько сотен человек погибло, тысячи были арестованы.

## Последствия
После переворота войска Северного Вьетнама вторглись на территорию Камбоджи. Это стало новым витком гражданской войны — теперь уже партизаны Южного и регулярная армия Северного Вьетнама совместно с «красными кхмерами» вели вооружённую борьбу против режима Лон Нола. Постепенно республиканские войска стали сдавать свои позиции, а от полного краха Лон Нола спасала только поддержка американских ВВС. 
Лон Нол бежал из страны незадолго до падения Пномпеня в апреле 1975 года. «Красные кхмеры» одержали победу. Гражданская война в Камбодже завершилась — страна стояла на пороге самых трагических событий своей новейшей истории.